# Иоганн Фридрих (маркграф Бранденбург-Ансбаха)
Иоганн Фридрих Бранденбург-Ансбахский (нем. Johann Friedrich von Brandenburg-Ansbach; 18 октября 1654, Ансбах — 22 марта 1686, Ансбах) — маркграф Ансбахского княжества в 1667—1686 годах. Отец королевы-консорт Великобритании Каролины Бранденбург-Ансбахской.

## Биография
Иоганн Фридрих — старший сын маркграфа Альбрехта II Бранденбург-Ансбахского, родившийся во втором браке отца с Софией Маргаритой Эттинген-Эттингенской, дочерью графа Иоахима Эрнста. Наследовал умершему в 1667 году отцу ещё будучи ребёнком, в связи с чем регентом при нём стал курфюрст Фридрих Вильгельм Бранденбургский. Иоганн Фридрих получил образование в Страсбургском и Женевском университетах и совершил гран-тур во Францию.
В 1672 году Иоганн Фридрих достиг совершеннолетия и получил власть в Бранденбург-Ансбахе. Отличался терпимостью и добротой, в отсутствие амбиций впал в зависимость от советников. Продолжал дружественную Габсбургам политику отца и принимал в Ансбахе французских эмигрантов, что способствовало экономическому подъёму Ансбаха, однако музыкальные пристрастия маркграфа, в частности, увлечение Иоганна Фридриха оперой и балетом, склонность к роскоши оставляли дыры в бюджете страны.
Иоганн Фридрих умер от оспы в 31 год и был похоронен в ансбахской церкви Святого Гумберта.

## Потомки
Первый брак Иоганн Фридрих заключил 5 февраля 1672 года в Дурлахе с Иоганной Елизаветой (1651—1680), дочерью маркграфа Фридриха VI Баден-Дурлахского. В этом браке родились:
- Леопольд Фридрих (1674—1676)
- Кристиан Альбрехт (1675—1692), маркграф Бранденбург-Ансбаха
- Доротея Фридерика (1676—1731), замужем за графом Иоганном Рейнхардом Ганау-Лихтенбергским (1665—1736)
- Георг Фридрих II (1678—1703), маркграф Бранденбург-Ансбаха
- Шарлотта София (1679—1680)

Второй супругой Иоганна Фридриха 4 ноября 1681 года в Эйзенахе стала Элеонора Саксен-Эйзенахская (1662—1696), дочь герцога Иоганна Георга I Саксен-Эйзенахского. Во втором браке родились:
- Вильгельмина Каролина (1683—1737), супруга короля Великобритании Георга II
- Фридрих Август (1685)
- Вильгельм Фридрих (1686—1723), маркграф Бранденбург-Ансбаха, женат на Кристиане Шарлотте Вюртемберг-Виннентальской (1694—1729)